# Popis hrvatskih veleposlanika na Kosovu
Republika Hrvatska i Republika Kosovo održavaju diplomatske odnose od 30. lipnja 2008. Sjedište veleposlanstva je u Prištini.

## Veleposlanici
Veleposlanstvo Republike Hrvatske u Republici Kosovo osnovano je odlukom predsjednika Republike od 21. listopada 2008.
| Veleposlanik       | Postavljenje        | Opoziv              | Sjedište |
| ------------------ | ------------------- | ------------------- | -------- |
| Zlatko Kramarić    | 27. studenoga 2008. | 31. prosinca 2010.  | Priština |
| Zoran Vodopija     | 14. veljače 2011.   | 31. listopada 2015. | Priština |
| Marija Kapitanović | 1. studenoga 2015.  |                     | Priština |

## Vanjske poveznice
- Kosovo na stranici MVEP-a